# Rafael Sánchez-Guerra

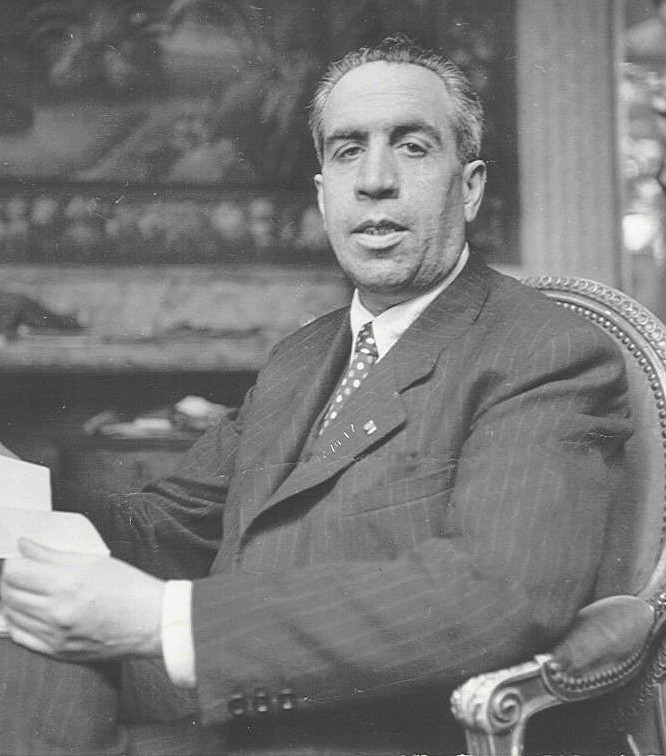
Rafael Sánchez-Guerra

Rafael Sánchez-Guerra Sainz (* 28. Oktober 1897, Madrid; † 2. April 1964, Villava) war ein spanischer republikanischer Politiker, Journalist, Autor, Sportfunktionär und Dominikaner. 1935 und 1936 war er Präsident von Madrid Foot-Ball Club.

## Biografie
Seine Eltern waren der konservative Politiker José Sánchez-Guerra Martínez und dessen Frau Luisa Sainz y Fernández.
Er war Schüler des Colegio Nuestra Señora del Pilar und studierte von 1916 bis 1919 Jura an der Universidad de Madrid.
Nach dem Studium meldete er sich 1919 als Freiwilliger zu den regulären Streitkräften in Afrika. Im Sommer 1921 wurde Sánchez-Guerra im Rifkrieg verwundet, mit der Verwundetenmedaille ausgezeichnet und schied als Leutnant der Reserve aus. Nach seiner Militärzeit schrieb er bis 1930 als Journalist für verschiedene Zeitungen wie ABC, Blanco y Negro und El País aus Havanna in allen Redaktionen einer Zeitung.

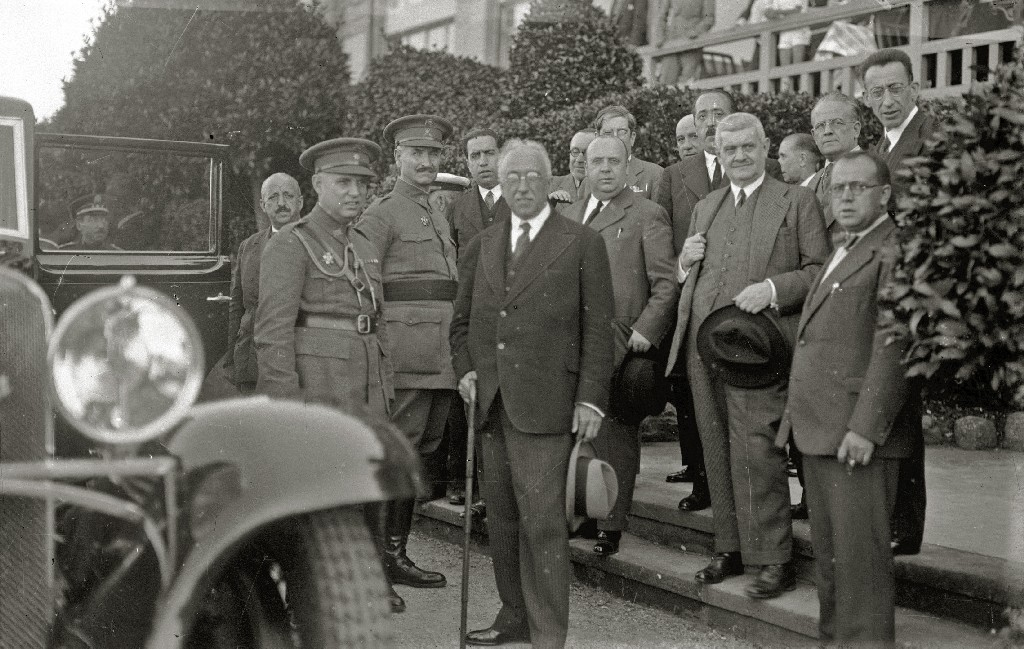
Links im Hintergrund neben Niceto Alcalá-Zamora Rafael Sánchez-Guerra

1923 wurde er zum Abgeordneten der Cortes für Jaca gewählt. In der Folgezeit zeigte er immer deutlicher seine republikanische Haltung. In den letzten Tagen der Monarchie kandidierte er 1931 als unabhängiger Republikaner für das republikanisch-sozialistische Wahlbündnis bei den Kommunalwahlen in Madrid und wurde im Zentrums-Wahlkreis mit den meisten Stimmen zum Stadtrat gewählt. Als die Zweite Republik ausgerufen wurde, wurde er zum Unterstaatssekretär des Präsidiums der provisorischen Regierung ernannt und bekleidete später die Position des Generalsekretärs des Präsidiums der Republik unter dem Staatspräsidenten Niceto Alcalá-Zamora bis zum 7. April 1936.

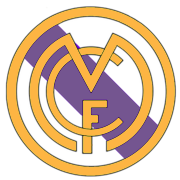
Wappen von Madrid FC in den 1930er Jahren ohne Krone.

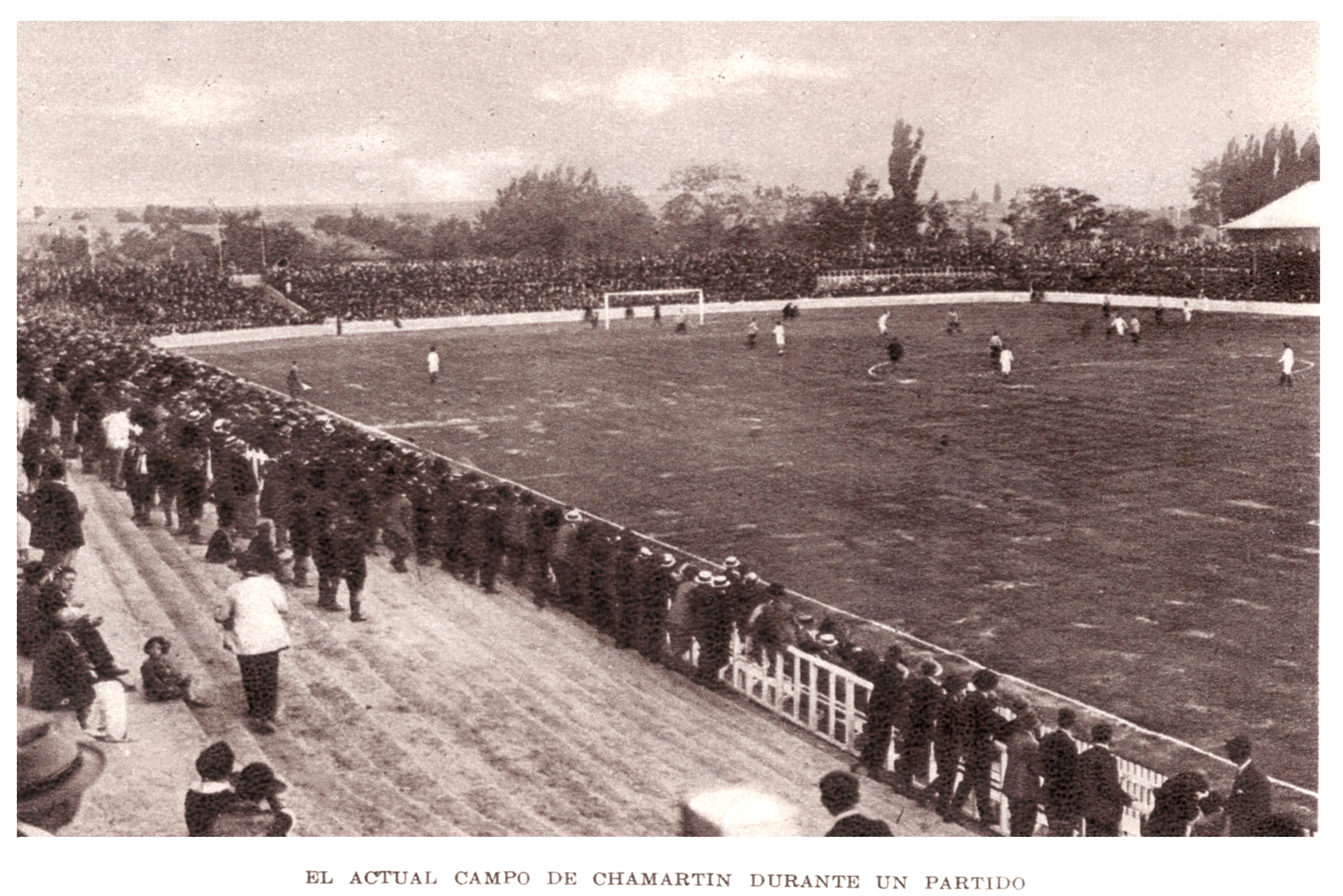
Das Stadion von Chamartín, 1930

Präsident des Madrid FC, des früheren Real Madrid, war er vom
31. Mai 1935 bis zum 4. August 1936. Während seiner kurzen Ägide gewann Madrid FC am 21. Juni 1936 im Estadio Mestalla (Valencia) gegen FC Barcelona mit 2:1 die spanische Copa del Presidente de la República (Pokal) mit Spielern wie Lecue, Emilín, Ciriaco Errasti und Ricardo Zamora. In der Liga wurde Madrid FC Vizemeister. Sein größter Erfolg war allerdings politisch. Er konnte verhindern, dass Vereinsgrundstücke wegen der Verlängerung der Castellana nach Norden enteignet wurden. Mit dem Militärputsch wurde zwar der reguläre Spielbetrieb für 3 Jahre unterbrochen, der Club beschlagnahmt und in die Federación Deportiva Obrera (Arbeitersport Föderation) überführt. Geleitet wurde sie von Juan José Vallejo. In Absprache mit Madridistas (Madrid FC-Mitgliedern) wurde ein Präsidium eingesetzt und der technische Direktor Pablo Hernández Coronado amtierte weiter im Sinne der Erhaltung des Vereins und des ehemaligen Präsidenten Sánchez-Guerra. Der Sportplatz in Chamartín wurde jetzt während der Verteidigung von Madrid vom Sportbataillon genutzt.
Während des Bürgerkrieges übte Sánchez-Guerra nur sein Stadtratsmandat in Madrid aus, bis er 1938 mobilisiert und Adjutant bei Oberst Segismundo Casado wurde und damit zunächst auf Seiten der Republik kämpfte. Am Ende des Bürgerkrieges nahm er als Adjutant Casados im Rang eines Hauptmanns am siegreichen Militärputsch gegen die republikanische Regierung von Juan Negrín teil. Bei der bedingungslosen Übergabe von Madrid am 28. März befand er sich immer noch in Madrid und schlug das Angebot Casados aus, mit ihm zusammen nach Valencia zu fliegen, um von dort ins Exil zu gelangen. Sánchez-Guerra hatte Casado geraten, in der Hauptstadt zu bleiben, und war zuversichtlich, eine günstige Behandlung zu erhalten, vielleicht weil er während des Krieges viele Franco-Anhänger beschützt hatte. Am 29. März wurde er jedoch mit dem Sozialdemokraten Julián Besteiro im Hauptquartier der Casadistas im Finanzministeriums festgenommen und ins Porlier-Gefängnis in Madrid gebracht. Schließlich wurde er von einem Consejo de Guerra (Kriegsgericht) wegen crimen de auxilio a la rebelión militar (Beihilfe zum militärischen Aufruhr) in einem proceso sumarísimo (kurzen Prozess) im Mai 1940 zu lebenslanger Haft verurteilt. Er blieb 26 Monate in verschiedenen Gefängnissen in ganz Spanien (Madrid, Cuéllar oder Puerto de Santa María), dann wurde seine Strafe in eine Art bewachter Freiheit umgewandelt. 1946 ging er heimlich nach Frankreich ins Exil und wurde zum Minister ohne Geschäftsbereich der republikanischen Exilregierung unter dem Vorsitz von José Giral ernannt.

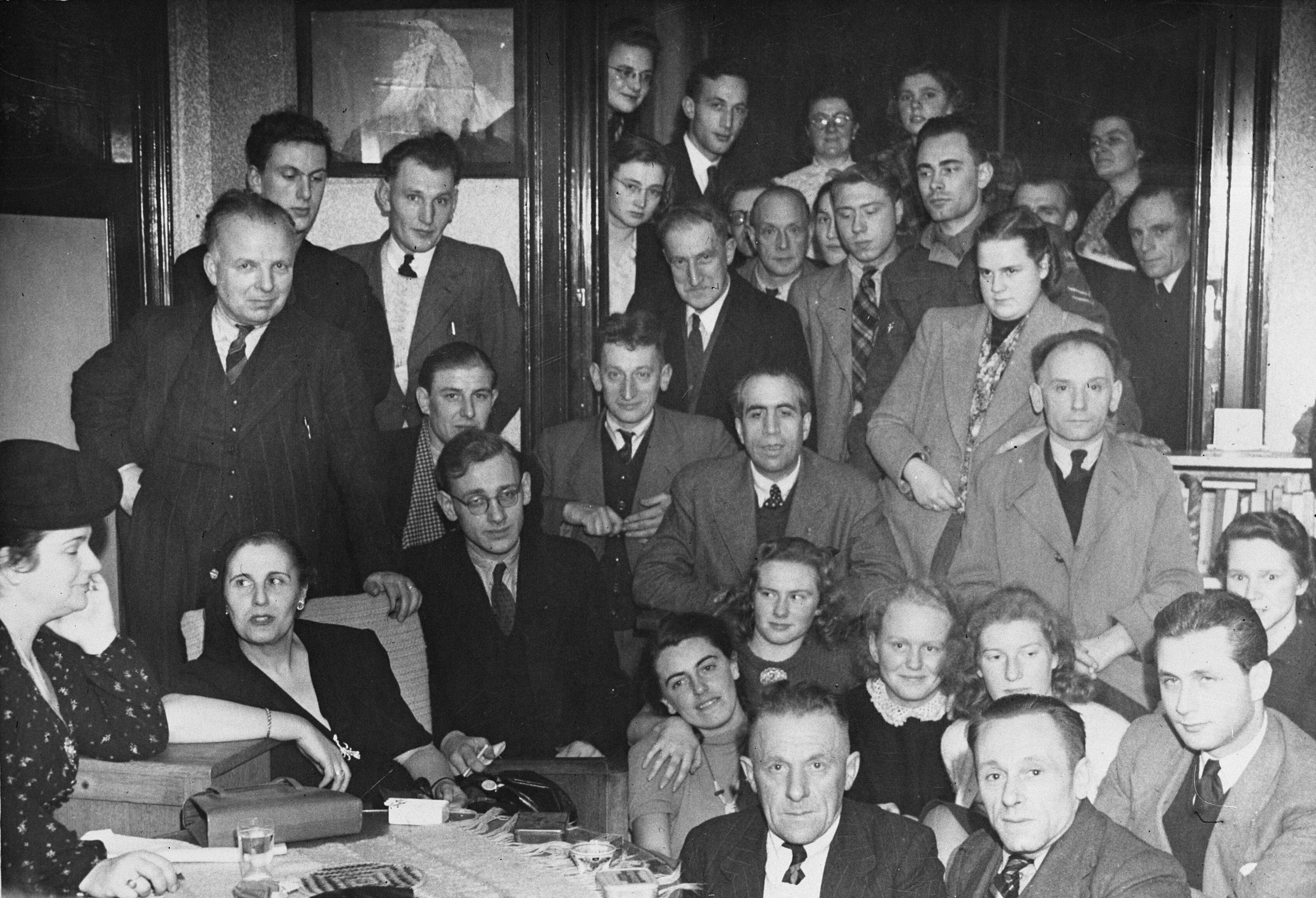
November 1946 als Minister im Exil

1947 zog er sich von allen politischen Aktivitäten zurück und veröffentlichte in Frankreich und Argentinien ein Buch über sich mit dem Titel  Mis prisiones (Meine Gefängnisse). Von diesem Moment an widmete er sich ganz dem Journalismus und gründete in Paris die Agencia Prensa Intercontinental (Interkontinentale Presse Agentur).
1959 kehrte er nach Spanien zurück. Als seine Frau Rosario Moreno Luque am 5. Oktober starb, beschloss er, am 3. Februar 1960 als kooperierender Bruder in das Kloster der Dominikanerpatres von Villava (Navarra) einzutreten. Am 5. Oktober nahm er das Ordensgewand an. Dort schrieb er zwei weitere Bücher mit dem Titel Mein Kloster und Briefe an meine Enkel. Es ist belegt, dass der ehemalige Präsident von Madrid FC dort Besuch erhielt vom damals amtierenden Präsidenten Santiago Bernabéu mit der Mannschaft.
Er starb 1964.

## Werke
- Faro sin luz (1929) (Roman)
- El movimiento revolucionario de Valencia (1930)
- De hombre a hombre (1930)
- Proceso de un cambio de régimen: (historia y murmuración) (1930)
- Dictadura, indiferencia, República (1931)
- España republicana (1931)
- Un año histórico (España, 1931) (1932)
- Mis prisiones. Memorias de un condenado por Franco (1946)
- Mi convento (1961)
- Cartas a mis nietos (1964)